# Eikenberg

O Eikenberg (em Português : Colina Carvalho ) é uma colina e estrada no município de Maarkedal, na província belga de Flandres Oriental . Com 82 m de altitude, é uma das muitas formações nas colinas das Ardenas flamengas, no sul da Flandres Oriental.
As encostas da colina são pavimentadas em paralelepípedos, com uma estrada que vai gradualmente subindo do riacho Maarke até o topo da vila de Kerzelare, 3 km a leste de Oudenaarde . O topo da subida fica na estrada interurbana entre Brakel e Oudenaarde . A escalada de paralelepípedos é um dos locais regulares das corridas de bicicleta flamengas na primavera. Em 1995, a estrada do Eikenberg foi classificada como um monumento protegido.

## Ciclismo
O local é mais conhecido pelo ciclismo, pois é uma escalada regular no Tour of Flanders . O Taaienberg foi incluído pela primeira vez no curso em 1956 e, desde então, foi incluído, embora ocasionalmente não seja executado. É uma subida bastante longa a 1 200 metros, relativamente rasa a 5,8% da média, mas sua superfície de paralelepípedos é a principal dificuldade da subida.
No total, o Eikenberg foi incluído na rota Tour of Flanders 40 vezes (1956-2015). Em 2014 e 2015, foi a terceira subida do dia, situada entre o Kortekeer e Wolvenberg .
Eikenberg também é um local fixo em Omloop Het Volk e às vezes está incluído no E3 Harelbeke, na porta de Dwars Vlaanderen e nos Três Dias de De Panne .

## Galeria

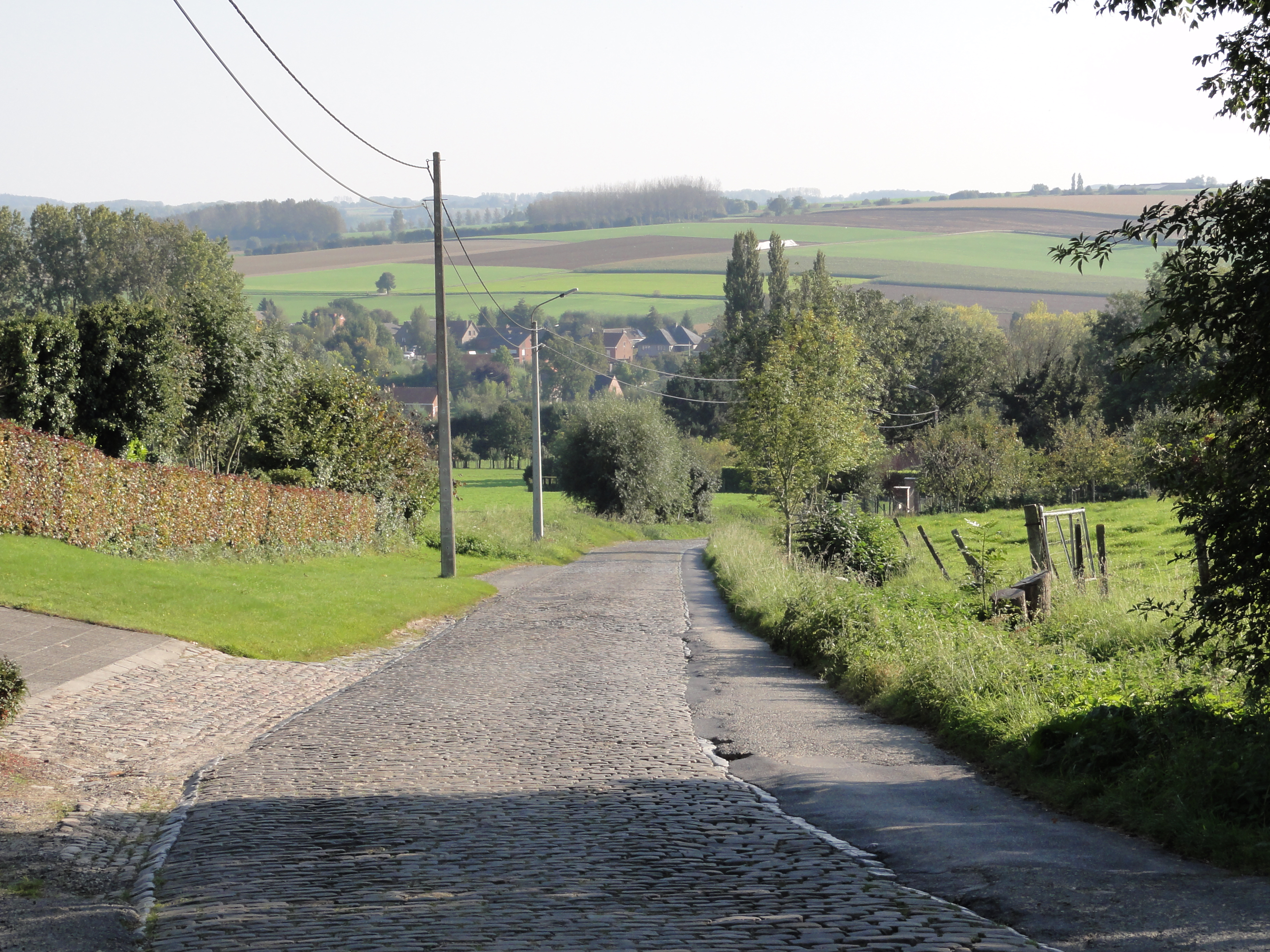
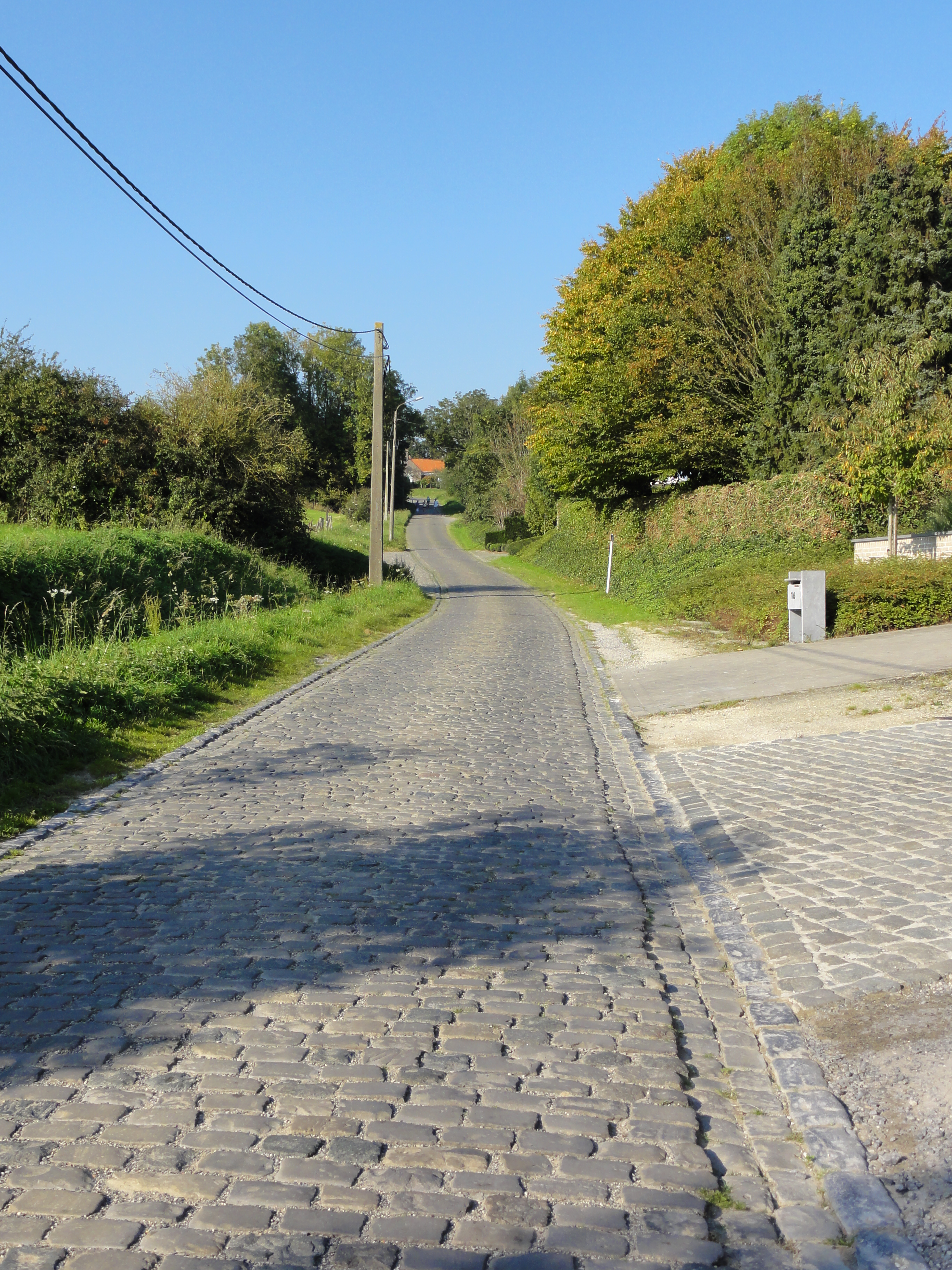